# Łuskaczokształtne
Łuskaczokształtne – rząd ryb elopsopodobnych (Elopomorpha), do niedawna klasyfikowany w randze podrzędu Notacanthoidei w obrębie albulokształtnych (Albuliformes).

## Występowanie
Zamieszkują wszystkie oceany, na głębokościach od 250 do 5000 m.

## Cechy charakterystyczne
Ciało  silnie wydłużone, węgorzowate, o długości od 10 cm (Polyacanthonotus rissoanus) do 120 cm (Notacanthus chemnitzii). Ogon zwężający się ku końcowi, bez płetwy ogonowej. Płetwa grzbietowa złożona z kilku oddzielnie osadzonych kolców. Długa płetwa odbytowa. Płetwy piersiowe położone wysoko na bokach ciała, a brzuszne znacznie przesunięte ku tyłowi. Łuskaczokształtne mają zamknięty pęcherz pławny. U niektórych występują fotofory.

## Rodziny
- Halosauridae Günther, 1868
- Notacanthidae Rafiesque, 1810 – łuskaczowate